# Ladevèze-Ville
Pour les articles homonymes, voir Ladevèze.
Ladevèze-Ville (La Devesa Vila en gascon) est une commune française située dans le département du Gers, en région Occitanie
Ses habitants sont nommés les Ladevéziens et Ladevéziennes.
Ladevèze-Ville est une commune rurale qui compte 214 habitants en 2022, après avoir connu un pic de population de 756 habitants en 1821.  Ses habitants sont appelés les Ladevéziens ou  Ladevéziennes. Sur le plan historique et culturel, la commune est dans le pays de Rivière-Basse, un territoire qui s’allonge dans la moyenne vallée de l’Adour, à l’endroit où le fleuve marque un coude entre Bigorre et Gers.
Exposée à un climat océanique altéré, elle est drainée par le canal d'Alaric, le ruisseau de la Côte, le ruisseau de Lanti et par divers autres petits cours d'eau.

## Géographie

### Localisation
Ladevèze-Ville est une commune du Gers limitrophe du département des Hautes-Pyrénées. Elle est située à une dizaine de kilomètres au nord de Maubourguet.

### Communes limitrophes
Les communes limitrophes sont  Armentieux, Labatut-Rivière, Ladevèze-Rivière, Saint-Aunix-Lengros et Tieste-Uragnoux.
| Tieste-Uragnoux                   | Saint-Aunix-Lengros | Ladevèze-Rivière |
|                                   | Ladevèze-Ville      |                  |
| Labatut-Rivière (Hautes-Pyrénées) |                     | Armentieux       |

### Géologie et relief
Ladevèze-Ville se situe en zone de sismicité 2 (sismicité faible).

### Hydrographie

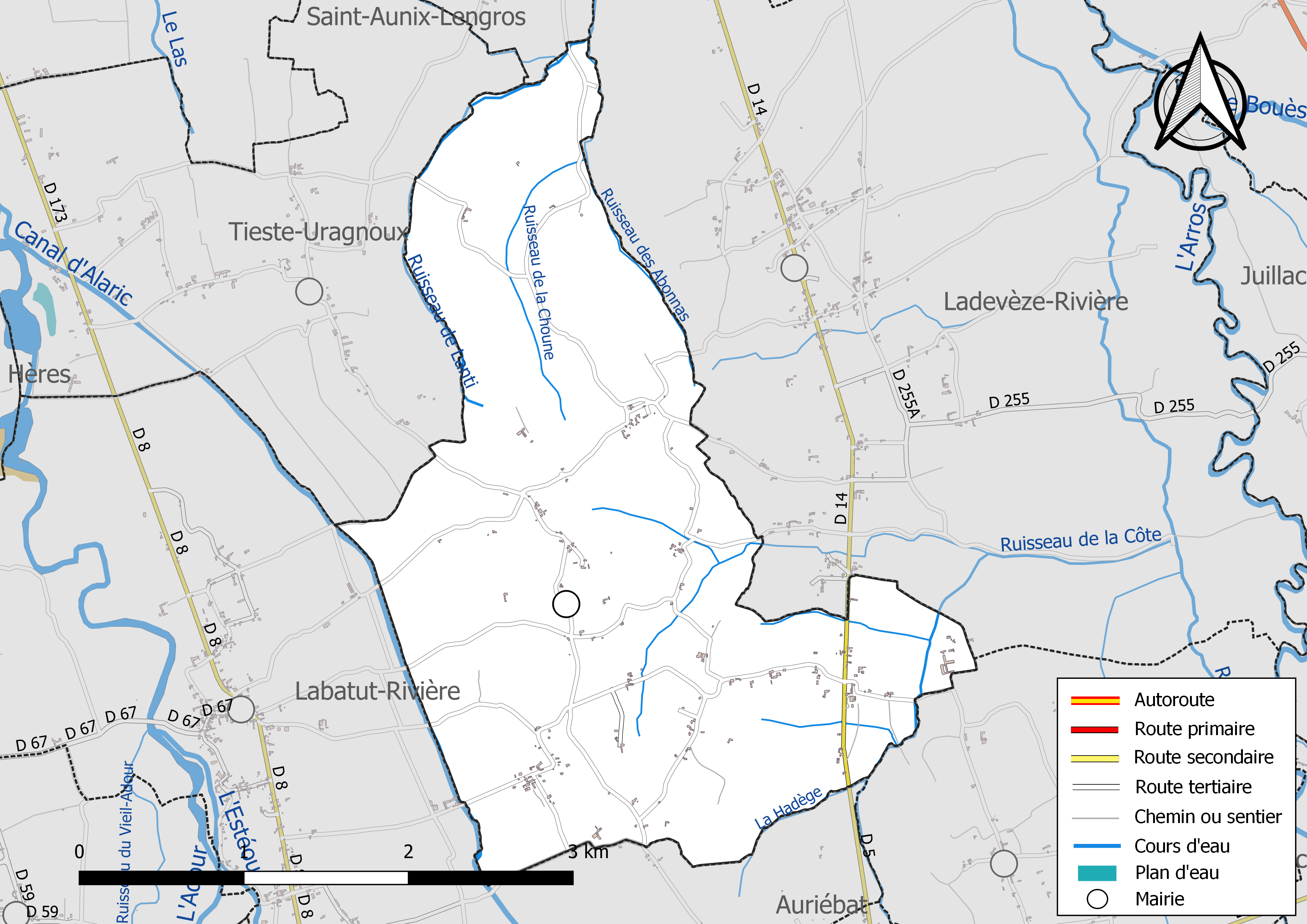
Réseaux hydrographique et routier de Ladevèze-Ville.

La commune est dans le bassin de l'Adour, au sein du bassin hydrographique Adour-Garonne. Elle est drainée par le canal d'Alaric, le ruisseau de la Côte, le ruisseau de Lanti, la Hadège, le ruisseau de la Choune, le ruisseau des Abonnas et par divers petits cours d'eau, qui constituent un réseau hydrographique de 10 km de longueur totale,.
Le canal d'Alaric, d'une longueur totale de 73,7 km, prend sa source dans la commune de Pouzac et s'écoule vers le nord. Il traverse la commune et se jette dans l'Adour à Izotges, après avoir traversé 38 communes.

### Climat
Pour des articles plus généraux, voir Climat de l'Occitanie et Climat du Gers.
En 2010, le climat de la commune est de type climat océanique altéré, selon une étude s'appuyant sur une série de données couvrant la période 1971-2000. En 2020, Météo-France publie une typologie des climats de la France métropolitaine dans laquelle la commune est toujours exposée à un climat océanique altéré et est dans la région climatique Aquitaine, Gascogne, caractérisée par une pluviométrie abondante au printemps, modérée en automne, un faible ensoleillement au printemps, un été chaud (19,5 °C), des vents faibles, des brouillards fréquents en automne et en hiver et des orages fréquents en été (15 à 20 jours).
Pour la période 1971-2000, la température annuelle moyenne est de 13,3 °C, avec une amplitude thermique annuelle de 14,7 °C. Le cumul annuel moyen de précipitations est de 941 mm, avec 11 jours de précipitations en janvier et 7 jours en juillet. Pour la période 1991-2020, la température moyenne annuelle observée sur la station météorologique la plus proche, située sur la commune de Maubourguet à 8 km à vol d'oiseau, est de 13,5 °C et le cumul annuel moyen de précipitations est de 904,3 mm,. Pour l'avenir, les paramètres climatiques de la commune estimés pour 2050 selon différents scénarios d'émission de gaz à effet de serre sont consultables sur un site dédié publié par Météo-France en novembre 2022.

### Milieux naturels et biodiversité
Aucun espace naturel présentant un intérêt patrimonial n'est recensé sur la commune dans l'inventaire national du patrimoine naturel,,.

## Urbanisme

### Typologie
Au 1er janvier 2024, Ladevèze-Ville est catégorisée commune rurale à habitat très dispersé, selon la nouvelle grille communale de densité à sept niveaux définie par l'Insee en 2022.
Elle est située hors unité urbaine et hors attraction des villes,.

### Occupation des sols
L'occupation des sols de la commune, telle qu'elle ressort de la base de données européenne d’occupation biophysique des sols Corine Land Cover (CLC), est marquée par l'importance des territoires agricoles (98,1 % en 2018), une proportion identique à celle de 1990 (98,1 %). La répartition détaillée en 2018 est la suivante : 
zones agricoles hétérogènes (86,3 %), terres arables (11,9 %), forêts (1,9 %). L'évolution de l’occupation des sols de la commune et de ses infrastructures peut être observée sur les différentes représentations cartographiques du territoire : la carte de Cassini (XVIIIe siècle), la carte d'état-major (1820-1866) et les cartes ou photos aériennes de l'IGN pour la période actuelle (1950 à aujourd'hui).

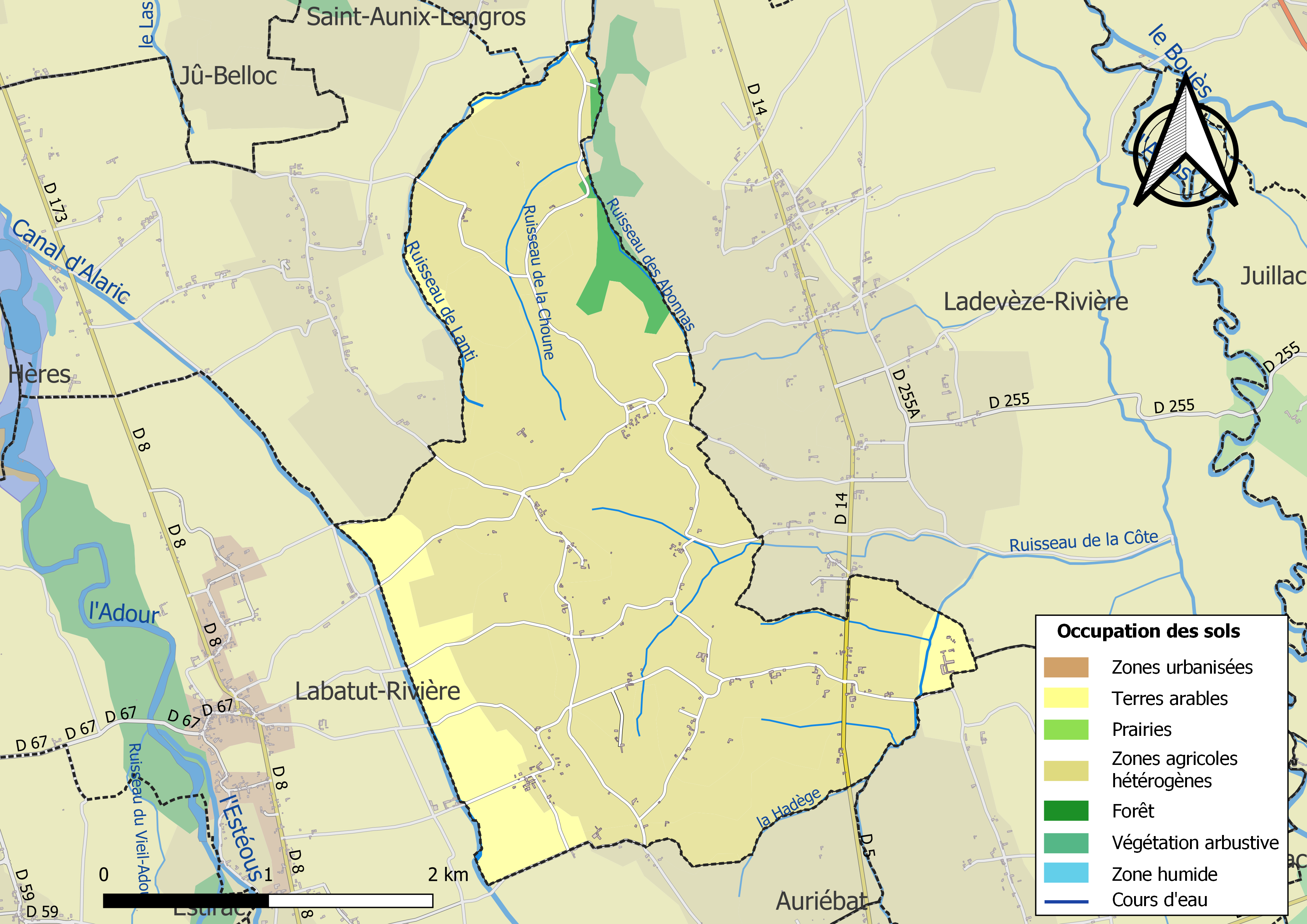
Carte des infrastructures et de l'occupation des sols de la commune en 2018 (CLC).

### Risques majeurs
Le territoire de la commune de Ladevèze-Ville est vulnérable à différents aléas naturels : météorologiques (tempête, orage, neige, grand froid, canicule ou sécheresse) et séisme (sismicité faible). Un site publié par le BRGM permet d'évaluer simplement et rapidement les risques d'un bien localisé soit par son adresse soit par le numéro de sa parcelle.

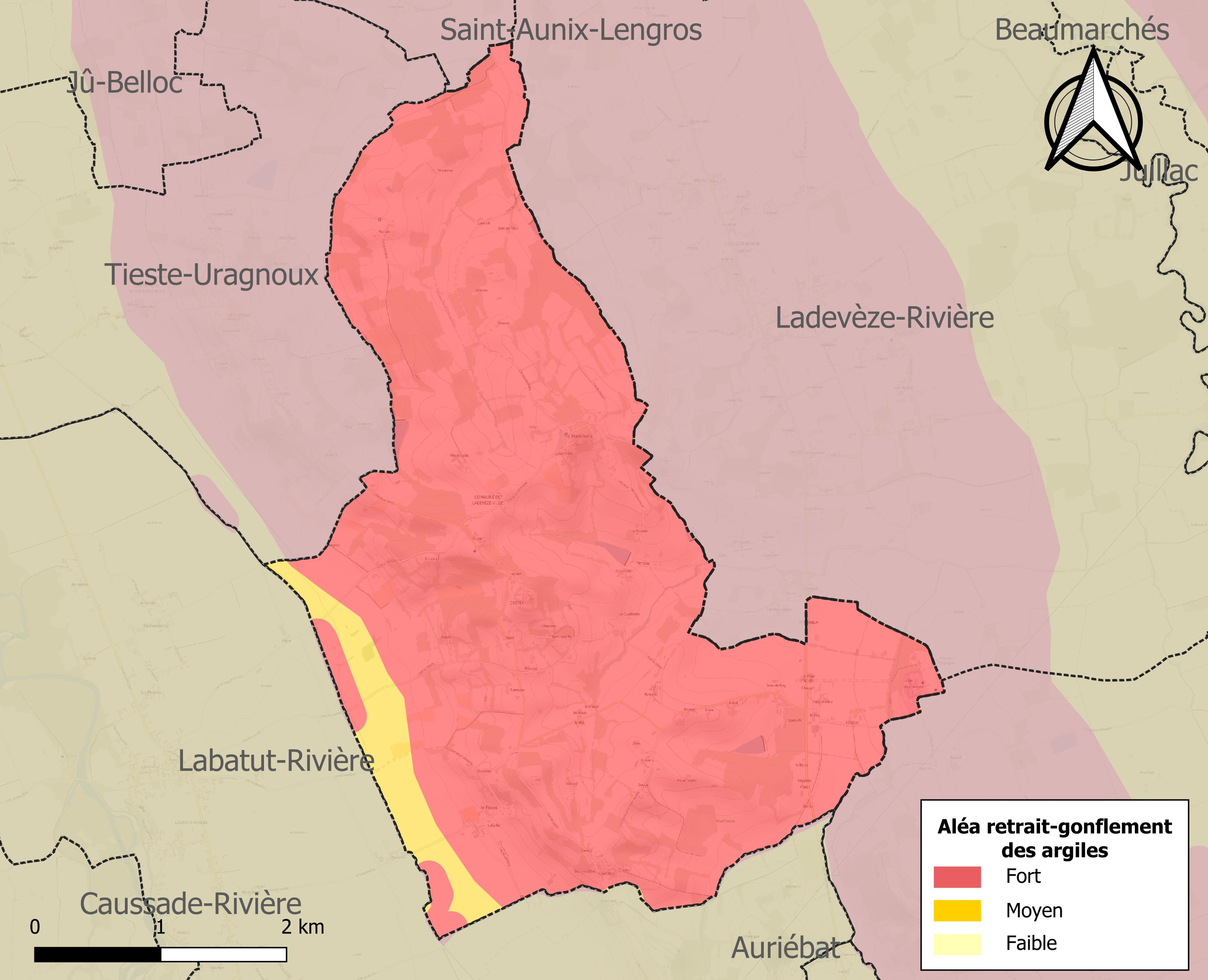
Carte des zones d'aléa retrait-gonflement des sols argileux de Ladevèze-Ville.

Le retrait-gonflement des sols argileux est susceptible d'engendrer des dommages importants aux bâtiments en cas d’alternance de périodes de sécheresse et de pluie. La totalité de la commune est en aléa moyen ou fort (94,5 % au niveau départemental et 48,5 % au niveau national). Sur les 97 bâtiments dénombrés sur la commune en 2019, 97 sont en aléa moyen ou fort, soit 100 %, à comparer aux 93 % au niveau départemental et 54 % au niveau national. Une cartographie de l'exposition du territoire national au retrait gonflement des sols argileux est disponible sur le site du BRGM,.
Par ailleurs, afin de mieux appréhender le risque d’affaissement de terrain, l'inventaire national des cavités souterraines permet de localiser celles situées sur la commune.
La commune a été reconnue en état de catastrophe naturelle au titre des dommages causés par les inondations et coulées de boue survenues en 1999 et 2009. Concernant les mouvements de terrains, la commune a été reconnue en état de catastrophe naturelle au titre des dommages causés par la sécheresse en 1989, par des mouvements de terrain en 1999 et par des glissements de terrain en 1992.

## Histoire
Jusqu'à la Révolution les communes actuelles de Ladevèze Ville et Ladevèze Rivière formaient une unique communauté "La Deveze" ou Ladevèze. Le centre de cette communauté était le bourg de Ladevèze Ville appelé "La ville". C'était autrefois "un des plus importants Castelnaux de la Gascogne". Ce bourg s'est peu à peu dépeuplé. Mais il subsiste encore des vestiges importants de son enceinte médiévale.
Un château-fort a été construit sous le règne de Philippe Auguste, à la fin du XIIe siècle, au point le plus haut du territoire qui est aujourd'hui occupé par le petit village de la Madeleine.
En 1309, Bernard VI, comte d'Armagnac, accorde une charte de coutumes aux habitants de Ladevèze. Bernard VII, lui aussi comte d'Armagnac interprète et confirme les coutumes précédentes le 28 septembre 1392 en l'église de Castelnau Rivière Basse. Ces coutumes, reprenant l'ensemble des droits et devoirs du seigneur mais aussi des habitants, régissaient le droit civil et commercial, la justice et la perception des taxes diverses sur le territoire de ladite seigneurie.

## Politique et administration
| Période                                  | Période  | Identité      | Étiquette | Qualité                                                     |
| ---------------------------------------- | -------- | ------------- | --------- | ----------------------------------------------------------- |
| mars 2001                                | 2020     | Henri Cormier | MoDem     | Agriculteur retraité Président de la Communauté de Communes |
| 2020                                     | En cours | Sylvie Theye  | PRG       |                                                             |
| Les données manquantes sont à compléter. |          |               |           |                                                             |

Située dans la première circonscription du Gers canton de Marciac. La commune est rattachée à la communauté de communes bastides et vallons de Gers. Cette première circonscription législative a pour député Philippe Martin (nuance politique socialiste) élu au premier tour avec un score de 52,36 %.

## Démographie
L'évolution du nombre d'habitants est connue à travers les recensements de la population effectués dans la commune depuis 1793. Pour les communes de moins de 10 000 habitants, une enquête de recensement portant sur toute la population est réalisée tous les cinq ans, les populations de référence des années intermédiaires étant quant à elles estimées par interpolation ou extrapolation. Pour la commune, le premier recensement exhaustif entrant dans le cadre du nouveau dispositif a été réalisé en 2008.

En 2022, la commune comptait 214 habitants, en évolution de −14,06 % par rapport à 2016 (Gers : +1,04 %, France hors Mayotte : +2,11 %).
| 1793 | 1800 | 1806 | 1821 | 1831 | 1841 | 1846 | 1851 | 1856 |
| ---- | ---- | ---- | ---- | ---- | ---- | ---- | ---- | ---- |
| 680  | 548  | 711  | 756  | 650  | 633  | 620  | 555  | 554  |

| 1861 | 1866 | 1872 | 1876 | 1881 | 1886 | 1891 | 1896 | 1901 |
| ---- | ---- | ---- | ---- | ---- | ---- | ---- | ---- | ---- |
| 449  | 470  | 459  | 452  | 457  | 410  | 420  | 407  | 327  |

| 1906 | 1911 | 1921 | 1926 | 1931 | 1936 | 1946 | 1954 | 1962 |
| ---- | ---- | ---- | ---- | ---- | ---- | ---- | ---- | ---- |
| 282  | 286  | 252  | 260  | 245  | 235  | 209  | 204  | 205  |

| 1968 | 1975 | 1982 | 1990 | 1999 | 2006 | 2008 | 2013 | 2018 |
| ---- | ---- | ---- | ---- | ---- | ---- | ---- | ---- | ---- |
| 241  | 281  | 254  | 250  | 249  | 261  | 265  | 265  | 223  |

| 2022 | - | - | - | - | - | - | - | - |
| ---- | - | - | - | - | - | - | - | - |
| 214  | - | - | - | - | - | - | - | - |

## Économie

### Revenus
En 2018  (données Insee publiées en septembre 2021), la commune compte 77 ménages fiscaux, regroupant 169 personnes. La médiane du revenu disponible par unité de consommation est de 21 430 € (20 820 € dans le département).

### Emploi
|                | 2008  | 2013  | 2018  |
| -------------- | ----- | ----- | ----- |
| Commune        | 2,6 % | 3,1 % | 2,5 % |
| Département    | 6,1 % | 7,5 % | 8,2 % |
| France entière | 8,3 % | 10 %  | 10 %  |

En 2018, la population âgée de 15 à 64 ans s'élève à 162 personnes, parmi lesquelles on compte 46,3 % d'actifs (43,8 % ayant un emploi et 2,5 % de chômeurs) et 53,7 % d'inactifs,. Depuis 2008, le taux de chômage communal (au sens du recensement) des 15-64 ans est inférieur à celui de la France et du département.
La commune est hors attraction des villes,. Elle compte 110 emplois en 2018, contre 114 en 2013 et 119 en 2008. Le nombre d'actifs ayant un emploi résidant dans la commune est de 71, soit un indicateur de concentration d'emploi de 155 % et un taux d'activité parmi les 15 ans ou plus de 36,6 %.
Sur ces 71 actifs de 15 ans ou plus ayant un emploi, 20 travaillent dans la commune, soit 28 % des habitants. Pour se rendre au travail, 85,9 % des habitants utilisent un véhicule personnel ou de fonction à quatre roues, 2,8 % les transports en commun et 11,3 % n'ont pas besoin de transport (travail au domicile).

### Activités hors agriculture
10 établissements sont implantés  à Ladevèze-Ville au 31 décembre 2019.
Le secteur du commerce de gros et de détail, des transports, de l'hébergement et de la restauration est prépondérant sur la commune puisqu'il représente 30 % du nombre total d'établissements de la commune (3 sur les 10 entreprises implantées  à Ladevèze-Ville), contre 27,7 % au niveau départemental.

### Agriculture
La commune est dans la Rivière Basse, une petite région agricole occupant une partie ouest du département du Gers. En 2020, l'orientation technico-économique de l'agriculture  sur la commune est la polyculture et/ou le polyélevage.
|               | 1988 | 2000 | 2010 | 2020 |
| ------------- | ---- | ---- | ---- | ---- |
| Exploitations | 27   | 19   | 15   | 13   |
| SAU (ha)      | 826  | 840  | 717  | 586  |

Le nombre d'exploitations agricoles en activité et ayant leur siège dans la commune est passé de 27 lors du recensement agricole de 1988  à 19 en 2000 puis à 15 en 2010 et enfin à 13 en 2020, soit une baisse de 52 % en 32 ans. Le même mouvement est observé à l'échelle du département qui a perdu pendant cette période 51 % de ses exploitations,. La surface agricole utilisée sur la commune a également diminué, passant de 826 ha en 1988 à 586 ha en 2020. Parallèlement la surface agricole utilisée moyenne par exploitation a augmenté, passant de 31 à 45 ha.

## Culture locale et patrimoine

### Lieux et monuments

#### LachapelleSaint-Pierre

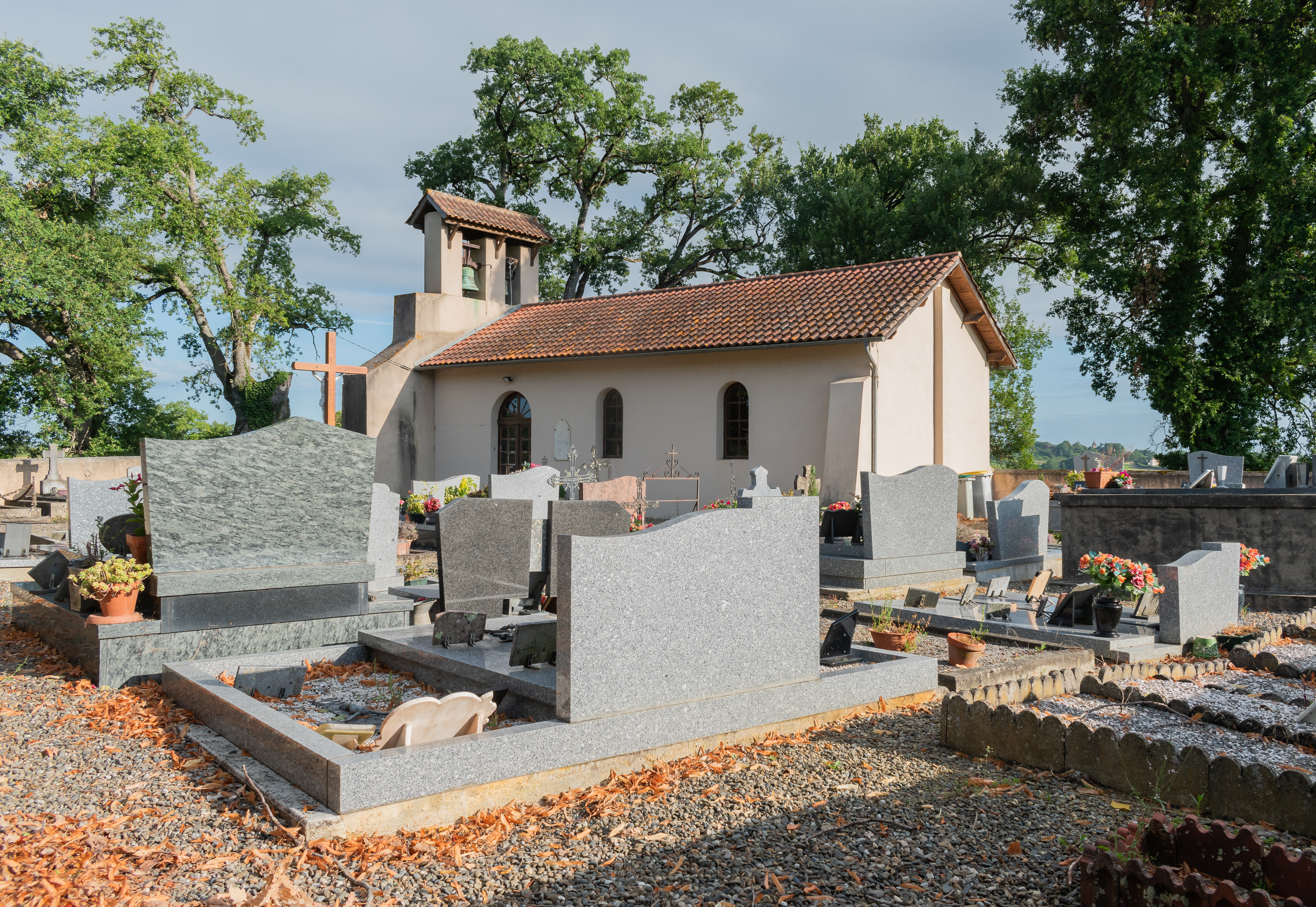
La chapelle Saint-Pierre

Totalement détruite sous la Révolution (et tous les biens et matériaux s’y rapportant vendus comme biens nationaux, y compris le cimetière), la chapelle fut reconstruite une première fois en 1808 après le rachat du terrain par les habitants eux-mêmes avant de subir une nouvelle démolition par la volonté de la municipalité Laudet au début du XXe siècle. L’édifice actuel a été ensuite rebâti dans le cimetière Saint-Pierre, de forme rectangulaire simple, flanqué à l’ouest d’un clocher-mur.

#### Le château d'eau
Après sa rénovation intérieure réalisée en 1995, le château d’eau situé sur la commune de Ladevèze-Ville a fait l’objet d’un embellissement remarquable en 1999.
Pour ce faire, la commune a fait appel à des artistes de peinture monumentale, et l’Atelier Adeline (Normandie) a été finalement retenu. Leur projet présenté symbolisait le passé avec le paysage de vignes qui rappelle qu’autrefois les coteaux de Ladevèze-Ville étaient couverts de vignoble, et l’avenir avec les deux musiciens de jazz qui marquent un évènement culturel récent du territoire : Jazz in Marciac

#### Notre-Dame de Castex

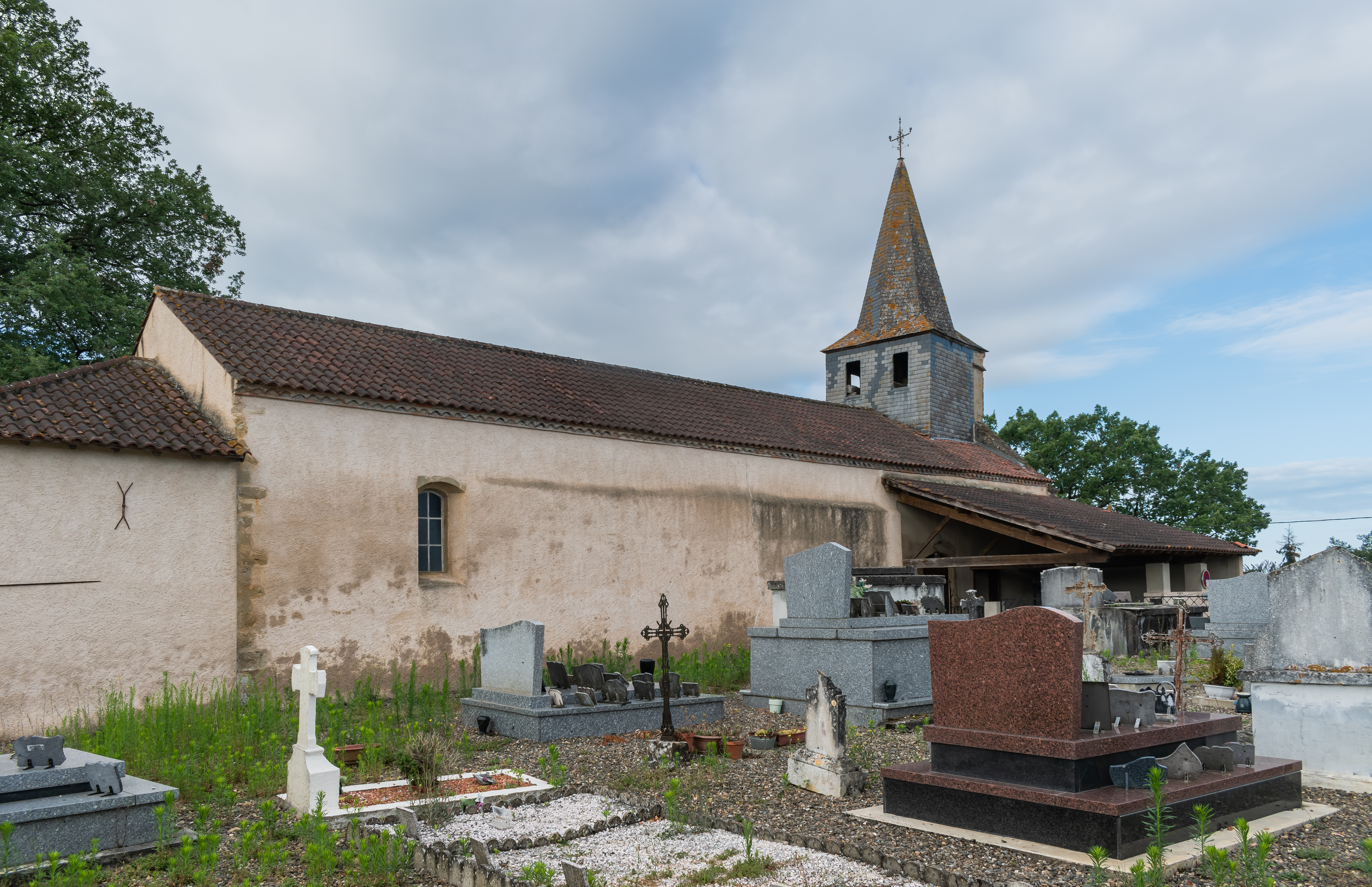
L’église Notre-Dame de Castex

L’église Notre-Dame de Castex est une église de fondation romane de 22,60 m de long sur 6,20 m de large. On entre dans l’église par une porte placée au nord sous un porche rustique (une autre ouverture, aujourd’hui murée, existait côté clocher-mur).
Dans le sanctuaire s’élève une hayère en bois sculpté, avec jours, accoudoirs et haut dossier surmonté d’un dais, datable de la fin du XVe siècle et classée par décret du 26 août 1938.

#### Le clocher de la Madeleine

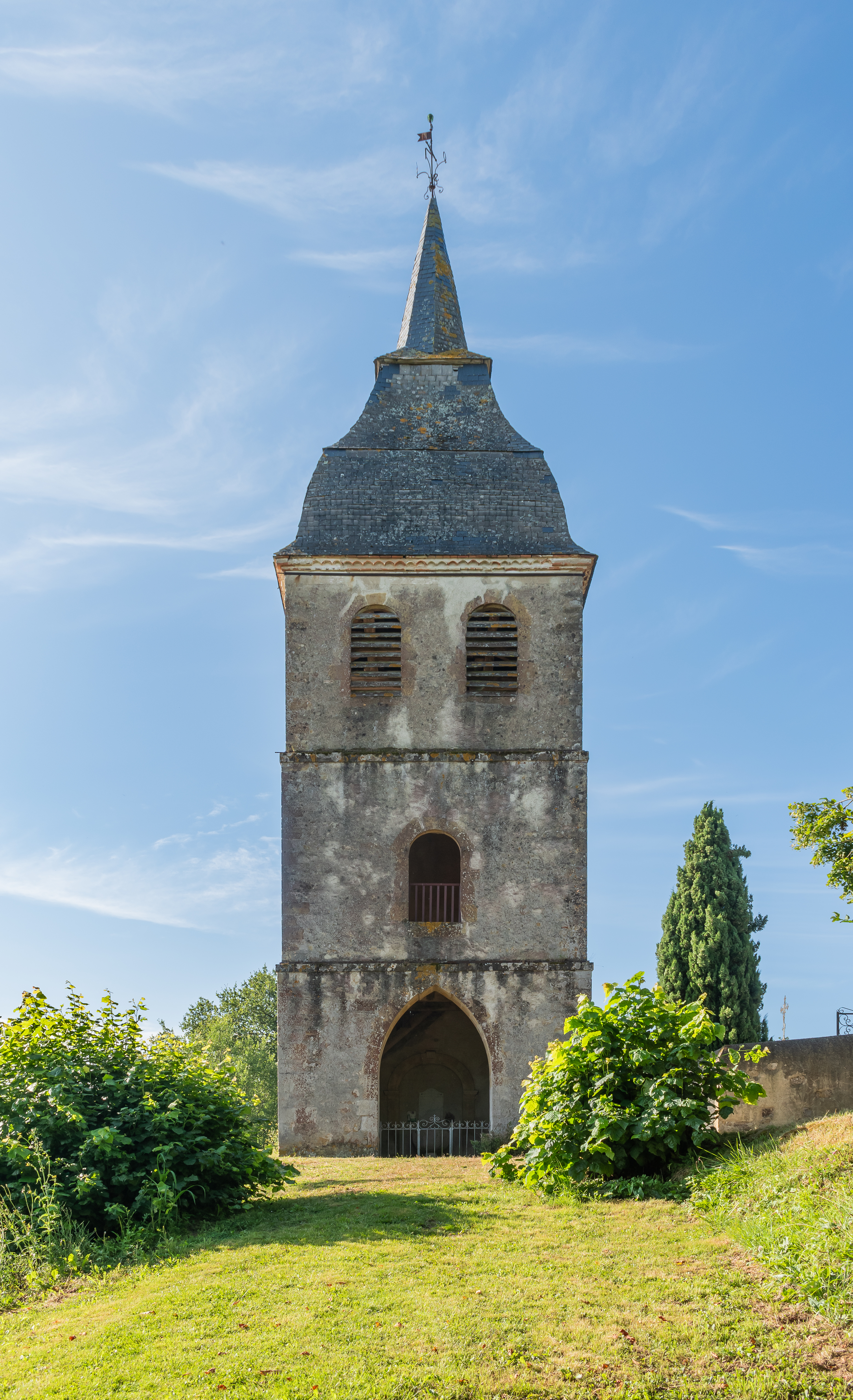
Le clocher de la Madeleine

Le clocher est construit en 1841. L’église de la Madeleine de Ladevèze-Ville est décrite en 1898 comme très vaste. Elle possède un beau retable exécuté en 1738 par le sculpteur Ossalois Sébastien Cazaux.

#### Le Puits de la Madeleine
Le Puits de la Madeleine se situe près de l’église de la Madeleine. Il fait partie du patrimoine Ladevèzien et a une valeur historique importante.

#### La porte médiévale

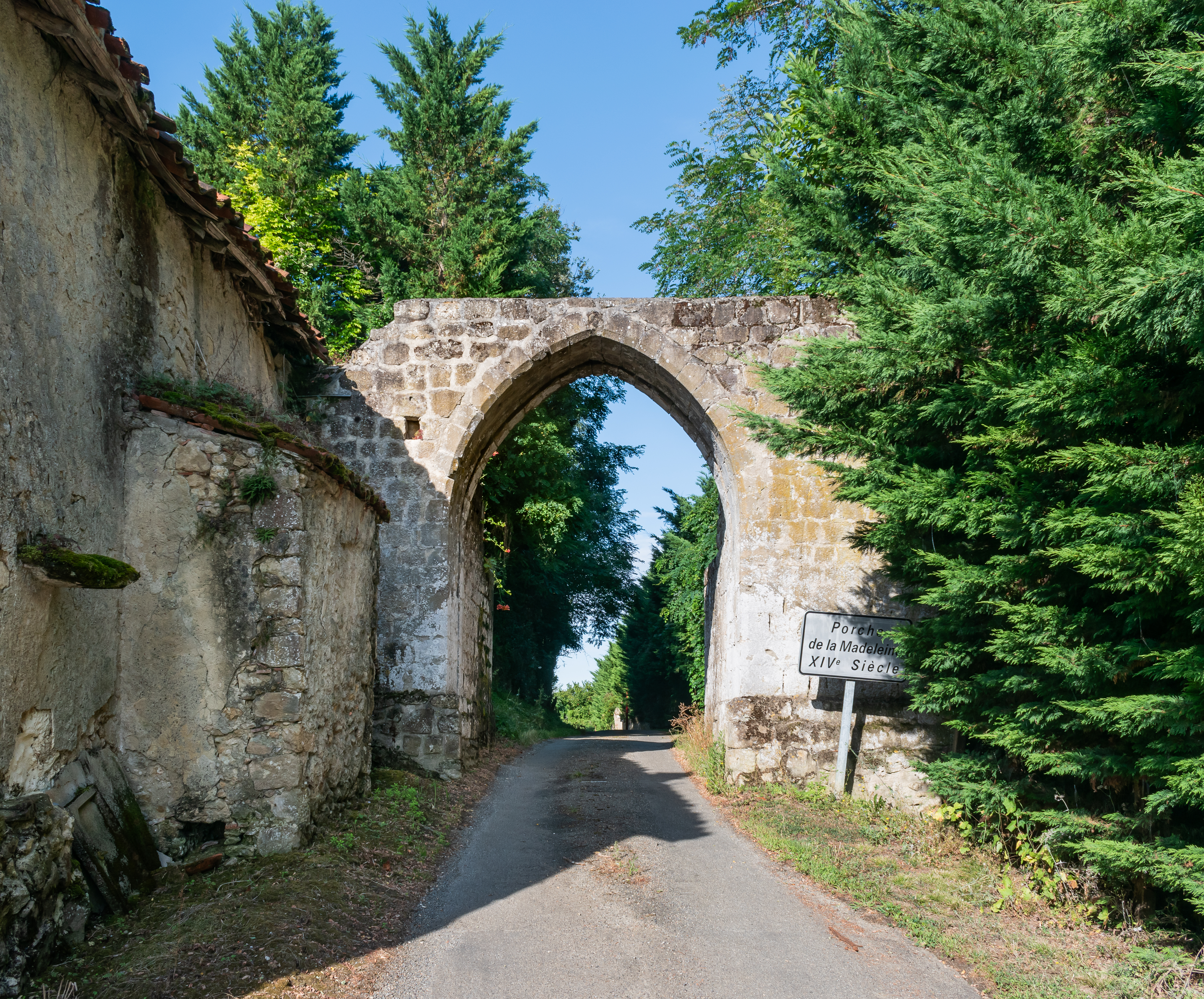
La porte médiévale

La porte médiévale fortifiée est une sorte de barbacane, jadis adossée à une tour-porte. C’est une sorte de cage de maçonnerie, défendant l’accès de passer. Il est probable qu’un pont-levis existait sur le fossé.

### Héraldique
| Blason de Ladevèze-Ville | Blason  | De gueules à un agneau pascal d'argent, la tête contournée, tenant une hampe croisetée d'or au guidon d'azur chargé d'une croisette d'argent. |
| Blason de Ladevèze-Ville | Détails | Adopté. |
| Blason de Ladevèze-Ville | Alias   | De gueules à un agneau paissant d'argent. Blason attribué par Charles d'Hozier à la fin du XVIIe siècle.                                      |